# 短梗箭头唐松草
短梗箭头唐松草（学名：Thalictrum simplex var. brevipes）为毛茛科唐松草属下的一个变种。

## 扩展阅读
- 維基物種上的相關：短梗箭头唐松草